# Spring Valley (comté de Lake, Californie)
Pour les articles homonymes, voir Spring Valley.
Spring Valley est une census-designated place du comté de Lake, dans l'État de Californie, aux États-Unis,. En 2020, elle compte une population de 964 habitants.